# Зоряное (Крым)
Зоряное (укр. Зоряне, крымскотат. Zorânoye) — село в Черноморском районе Республики Крым, в составе Далёковского сельского поселения (согласно административно-территориальному делению Украины — Далёковского сельского совета Автономной Республики Крым).

## Население
| 2001 | 2014 |
| ---- | ---- |
| 440  | ↘351 |

Всеукраинская перепись 2001 года показала следующее распределение по носителям языка
| Язык             | Процент |
| ---------------- | ------- |
| русский          | 56.59   |
| крымскотатарский | 21.82   |
| украинский       | 17.95   |
| белорусский      | 1.14    |
| другие           | 0.23    |

### Динамика численности
- 1989 год — 497 чел.[10]
- 2001 год — 440 чел.[11]
- 2009 год — 396 чел.[12]
- 2014 год — 351 чел.[13]

## География
Зоряное — село на востоке района, степном Крыму, в верховье Джарылгачской балки, высота центра села над уровнем моря — 35 м. Ближайшие населённые пункты — Журавлёвка в 3,5 км на север, Низовка в 3,5 км на юго-запад и Кировское в 4,5 км на юг. Расстояние до райцентра около 44 километров (по шоссе), ближайшая железнодорожная станция — Евпатория — примерно 55 километров. Транспортное сообщение осуществляется от шоссе 35К-013 Черноморское — Евпатория и 35К-012 Черноморское — Воинка по региональной автодороге 35Н-602 Далёкое — Знаменское (по украинской классификации — С-0-11701).

## Современное состояние
На 2016 год в Зоряном числится 7 улиц; на 2009 год, по данным сельсовета, село занимало площадь 47,4 гектара, на которой в 129 дворах числилось 396 жителей. Действуют сельский клуб библиотека-филиал № 18, фельдшерско-акушерский пункт. Село связано автобусным сообщением с райцентром, Евпаторией, Симферополем и соседними населёнными пунктами.

## История
По сведениям на сайте сельсовета, ранее село было безымянным населённым пунктом 4-го отделения совхоза «Дальний». Современное название присвоено в 1960-х годах. При этом, на административной карте Крыма 1956 года на месте Зоряного обозначено село Грозное. На 1968 год село уже входило в состав Далёковского сельсовета. По данным переписи 1989 года в селе проживало 497 человек. С 12 февраля 1991 года село в восстановленной Крымской АССР, 26 февраля 1992 года переименованной в Автономную Республику Крым. С 21 марта 2014 года в составе Крыма аннексировано Россией.
В 1970-е годы в села жила и работала на молочной ферме доярка совхоза «Дальний», Герой Социалистического Труда (звание присвоено 8 апреля 1971 года), Екатерина Ивановна Раищенко.